# 神奇寶貝劇場版：夢幻神奇寶貝 洛奇亞爆誕
《幻之宝可梦 洛奇亚爆诞》（日语：劇場版ポケットモンスター 幻のポケモン ルギア爆誕）是宝可梦動畫的第二部電影版、同時也是橘子群島唯一的電影版。本作以「賭上生命，放馬過來吧！」作為標語。

## 劇情簡介
在橘子群島一帶旅行的小智等人，某日在乘船時意外被暴風雨吹至當中的一個島嶼-亞西亞島，當地適逢慶典，他們結識少女芙蘆拉等居民，並得知流傳島上的古老傳說。
就在同時，貪婪的收藏家吉爾露太，為了滿足自己的收藏慾望，捕捉了傳說中神聖不可侵犯的的火焰鳥與閃電鳥，甚至想進一步捕捉急凍鳥，以引出傳說中的海之神-洛奇亞，致使傳說成真，各處氣候變異、關都，城都地區步向毀滅，小智決定挺身而出前往化解危機....

## 場景
- 橘子群島中的亞西亞島、火之島、雷之島和冰之島。

## 登場人物
| 角色名           | 配音員     | 配音員   | 配音員   |
| 角色名           | 日本       | 香港     | 臺灣     |
| ---------------- | ---------- | -------- | -------- |
| 小智             | 松本梨香   | 盧素娟   | 雷碧文   |
| 皮卡丘           | 大谷育江   | 大谷育江 | 大谷育江 |
| 花子（小智之母） | 豐島雅美   | 陸惠玲   | 謝佼娟   |
| 小霞             | 飯塚雅弓   | 梁少霞   | 董錦萍   |
| 小建             | 關智一     | 陳卓智   | 柳超堅   |
| 武藏             | 林原惠     | 黃麗芳   | 傅其慧   |
| 小次郎           | 三木真一郎 | 黎偉明   | 田志傑   |
| 喵喵             | 犬山犬子   | 梁偉德   | 謝佼娟   |
| 芙蘆拉           | 平松晶子   | 陳凱婷   | 龍顯蕙   |
| 吉爾露太         | 鹿賀丈史   | 不適用   | 杜德勳   |
| 大木博士         | 石塚運昇   | 張炳強   | 田志傑   |
| 內木博士         | 潘惠子     |          | 董錦萍   |
| 小刚（片中客串） | 上田祐司   |          |          |
| 小美船長         | 三石琴乃   |          | 錢欣郁   |

## 主題曲
| 曲別   | 曲名                         | 作詞                | 作曲                                                                                       | 編曲                                                                                       | 歌                      |
| ------ | ---------------------------- | ------------------- | ------------------------------------------------------------------------------------------ | ------------------------------------------------------------------------------------------ | ----------------------- |
| 片頭曲 | 「」（勁敵！）               | 戶田昭吾            | 田中宏和                                                                                   | 田中宏和                                                                                   | 松本梨香                |
| 片尾曲 | 「Toi et moi」（你的和我的） | MARC&小室哲哉（TK） | 小室哲哉（TK）                                                                             | 小室哲哉（TK）                                                                             | 安室奈美惠（avex trax） |
| CD曲   | 「」（我是收藏家）           | 湯山邦彦            | 田中公平                                                                                   | 宮崎慎二                                                                                   | 鹿賀丈史                |
| CD曲   | 「」（無止盡的世界）         | 湯山邦彦            | 宮崎慎二（ギター：千代正行、シンセサイザー：まるおみのる、ストリングス：小池弘之グループ） | 宮崎慎二（ギター：千代正行、シンセサイザー：まるおみのる、ストリングス：小池弘之グループ） | 平松晶子                |
| CD曲   | 「」（因為大家在）           | 吉川兆二            | 貴三優大                                                                                   | 宮崎慎二                                                                                   | 松本梨香                |

## 工作人員
- 原案：田尻智
- 顧問：石原恒和
- 動畫監修：小田部羊一
- エグゼクティブプロデューサー：久保雅一、川口孝司
- 製作人：吉川兆二、松迫由香子、盛武源
- 動畫製作人：奥野敏聰、神田修吉
- アソシエイトプロデューサー：沢辺伸政、石川博、山内克仁、鶴宏明、紀伊高明、吉田紀之
- アシスタントプロデューサー：永田優子、福田剛士
- 主任：藁科久美子
- 腳本：首藤剛志
- 演出：日高政光、須藤典彦
- 人物原案：杉森建、森本茂樹、藤原基史、西田敦子
- 人物設定・總作畫監督：一石小百合
- 設定協力：、西中康弘、
- 作畫監督：松原德弘、增永計介、田口廣一、宮田忠明、玉川明洋、福本勝、
- 動畫檢查：榎本富士香、廣岡歳仁、手島典子、野崎真一、大原真琴、古沢英明
- 色彩設計：吉野記通
- 色指定：加藤結記
- 檢査：、飯山敦子、奥井恵美子、手嶋明美、米田真一
- 特殊效果：太田憲之
- 美術監督：金森勝義
- 攝影監督：白井久男
- 編輯：ジェイフィルム（邊見俊夫、伊藤裕）
- 現像：IMAGICA
- 音樂：宮崎慎二、田中宏和
- 音樂製作人：齋藤裕二
- 原曲・作曲之一：増田順一
- 音響監督：三間雅文
- 音響製作：南沢直義、西名武
- 製作担当：太田昌二、小板橋司
- 製作主任：岩佐岳
- 製作進行：西島隆俊、西村博昭、吉田啓介、藤谷真子、吉田信宏、坪井富子
- 設定管理：播間香織
- 動畫協力：動画工房、ゆめ太カンパニー、スタジオコクピット
- 動畫製作：OLM
- 製作：小学館プロダクション
- 監督・分鏡：湯山邦彦
- 特別鳴謝：河井常吉、富山幹太郎、坂本健、宮川鑛一、福田年秀、八木正男、ピカチュウプロジェクト99

## 備註
- 本片是小智極少數有和火箭隊合作的劇場版。
- 小智当时身负将内木博士发现的GS球交给大木博士的任务。片尾小智见到大木博士时竟未将GS球交给大木博士，而一旁的内木博士也未提醒小智此事。

## 副篇作品
同時上映 皮卡丘的探險隊（ピカチュウたんけんたい）
- 日本英文名：Pikachu's Exploration Party
- 美國官方名：Pikachu's Rescue Adventure
- 場景：宝可梦大樹
- 劇情簡介：在一個夏天的午後，正當大家舒服的睡著午覺時，波克比不小心從山坡上滾了下去，皮卡丘他們為了找回波克比，竟也跟著跌入了隧道內，來到了不可思議的神奇寶貝大樹。在這裡，會有什麼樣的冒險在等著他們呢？
- 主要登場宝可梦：電擊怪、芭瓢蟲、美麗花、咕咕、蛋蛋

## 外部連結
- （日語）電影介紹 （页面存档备份，存于）
- 互联网电影数据库（IMDb）上《神奇寶貝劇場版：夢幻神奇寶貝 洛奇亞爆誕》的资料（英文）
- 開眼電影網上《神奇寶貝劇場版：夢幻神奇寶貝 洛奇亞爆誕》的資料（繁體中文）
- 时光网上《神奇寶貝劇場版：夢幻神奇寶貝 洛奇亞爆誕》的資料（简体中文）
- 豆瓣电影上《神奇寶貝劇場版：夢幻神奇寶貝 洛奇亞爆誕》的資料 （简体中文）